# Guy de Rothschild
Guy de Rothschild (Parigi, 21 maggio 1909 – Ferrières-en-Brie, 12 giugno 2007) è stato un banchiere, uomo d'affari, allevatore di purosangue, collezionista d'arte e filantropo francese, membro della famiglia Rothschild. Ha posseduto la banca Rothschild Frères dal 1967 al 1979, quando è stata nazionalizzata dal governo francese, e ha mantenuto proprietà in altre società francesi e straniere tra cui Imerys. È stato nominato nella International Best Dressed Hall of Fame List nel 1985.

## Biografia
Il barone Guy de Rothschild nacque a Parigi, figlio del barone Édouard de Rothschild (1868-1949) e di sua moglie, Germaine Alice Halphen (1884-1975). Ebbe tre fratelli e due sorelle minori, Jacqueline e Bethsabée. Il fratello maggiore di Guy, Édouard Alphonse Émile Lionel (1906–1911), morì di appendicite all'età di quattro anni. Era pronipote del patriarca tedesco della famiglia Rothschild, Mayer Amschel Rothschild (1743-1812), che fondò la banca della famiglia nel XVIII secolo a Francoforte, in Germania.
Crebbe nella casa di città dei suoi genitori, all'angolo tra rue de Rivoli e Place de la Concorde a Parigi (una proprietà un tempo occupata da Talleyrand e ora dall'Ambasciata degli Stati Uniti) e la loro tenuta di campagna a Château de Ferrières, 40 km a est di Parigi. Château de Ferrières è un'enorme casa costruita su progetto di Joseph Paxton nel 1850, basata sul precedente progetto di Paxton delle Mentmore Towers per il barone Mayer de Rothschild del ramo inglese della famiglia Rothschild.

Casacca di cavaliere di Guy de Rothschild

Fu educato al Lycée Condorcet e al Lycée Louis-le-Grand di Parigi e da insegnanti privati. Intraprese il servizio militare con la cavalleria a Saumur e giocò a golf per la Francia. Inoltre, con i cavalli che allevava, vinse il Grand Prix de Sud-Ouest nel 1948.
Il 23 giugno 1940 aveva ottenuto, insieme a suo padre, un salvacondotto per lasciare la Francia e andare in Spagna allo scopo di rifugiarsi negli Stati Uniti; allora egli fu privato della sua nazionalità francese essendo ebreo. 

### Vita privata
Guy de Rothschild si sposò due volte:
- Nel 1937 sposò una lontana cugina, la baronessa Alix Hermine Jeanette Schey de Koromla (1911–1982). Alix era l'ex moglie di Kurt Krahmer e la figlia minore del barone Philipp Schey von Koromla. Ebbero un figlio, David René de Rothschild, nato nel 1942. Rothschild crebbe anche le figlie che sua moglie aveva avuto dal suo precedente matrimonio con Krahmer, Lili e Bettina. Divorziarono nel 1956.
- Nel 1957 sposò la baronessa Marie-Hélène van Zuylen van Nyevelt (1927–1996). Il primo matrimonio di Marie-Hélène con il conte François de Nicolay, con il quale ebbe un figlio, Philippe de Nicolay, era stato sciolto nel 1956. Come la sua prima moglie, Marie-Hélène era una lontana cugina, sebbene in questo caso fosse cattolica. Ebbero un figlio, il barone Édouard de Rothschild, nato nel 1957.

Dopo il suo secondo matrimonio, Guy de Rothschild, una volta ristrutturato il castello di Ferrières, lo usò per organizzare sontuosi balli nei primi anni '70, prima di donarlo all'Università di Parigi nel 1975. Lo stesso anno, comprò l'Hôtel Lambert sull'Île Saint-Louis a Parigi, i cui piani superiori divennero la sua residenza parigina.
Rimasto vedovo nel 1996, Guy de Rothschild morì nel 2007 e la sua salma fu inumata nel cimitero di Touques (Calvados).

## Servizio militare nella seconda guerra mondiale
Nel 1940, a seguito dell'occupazione tedesca della Francia nella seconda guerra mondiale, i genitori di Guy de Rothschild e la sorella Bethsabée fuggirono dalla Francia e si rifugiarono a New York. Guy de Rothschild si era arruolato nell'esercito francese ed era un comandante di compagnia nella 3ª divisione meccanizzata leggera durante la battaglia di Francia all'inizio del 1940. Dopo aver combattuto i nazisti a Carvin, fece parte dell'esercito francese che fu costretto a ritirarsi a Dunkerque. Venne insignito della Croix de Guerre per le sue azioni sulle spiagge di Dunkerque, da dove fu evacuato in Inghilterra. Tornò subito in Francia, sbarcando a Brest, e prendendo in carico l'ufficio di famiglia a La Bourboule, vicino a Clermont-Ferrand.
Sotto il governo di Vichy, suo padre e gli zii furono privati della nazionalità francese, cancellati dal registro della Légion d'honneur e la famiglia fu costretta a vendere i suoi possedimenti. Rothschild riuscì a convincere gli acquirenti a concedere opzioni in base alle quali in seguito sarebbe stato in grado di riacquistare i beni della famiglia. Lasciò di nuovo la Francia e attraverso la Spagna e il Portogallo, raggiunse i suoi genitori a New York.  S'imbarcò poi sulla nave da carico Pacific Grove, per tornare in Europa e si unì alle forze francesi libere. La sua nave fu silurata e affondata nel marzo 1943, e lui venne salvato dopo aver trascorso 12 ore nelle acque dell'Oceano Atlantico. In Inghilterra, si unì allo staff del  generale Koenig presso il quartier generale supremo delle forze di spedizione alleate vicino a Portsmouth.

## Banchiere e uomo d'affari
Guy de Rothschild studiò legge all'università, quindi entrò nella banca di famiglia Rothschild Frères nel 1931, quando era gestita da suo padre e da un cugino, Robert de Rothschild, morto nel 1946. Come parte del suo apprendimento per gestire le attività di famiglia, nel 1933 entrò a far parte del consiglio direttivo della loro Northern Railway Company.
Alla fine della seconda guerra mondiale, Guy de Rothschild tornò negli uffici della banca in rue Laffitte a Parigi nel 1944. Alla morte del padre nel 1949, Guy de Rothschild assunse il controllo formale dell'attività. Anni dopo, Rothschild apparve sulla copertina del numero del 20 dicembre 1963 della rivista TIME dove si diceva che "assunse la direzione della banca francese della famiglia durante il disordine della guerra e della sconfitta, cambiò il suo carattere da amministrazione della fortuna di famiglia a espansiva banca moderna."
Seguendo le orme di suo padre, nonno e bisnonno, Guy de Rothschild fu direttore della Banca di Francia. Alla morte di suo padre, ereditò anche parte della tenuta vinicola Château Lafite-Rothschild, ma non si occupò della sua gestione.
Georges Pompidou, che in seguito divenne presidente e primo ministro della Francia, fu reclutato da Guy de Rothschild come insegnante e lavorò per lui dal 1953 al 1962, periodo durante il quale divenne direttore generale della banca Rothschild. La banca si diversificò, dalla gestione degli investimenti sotto De Rothschild Frères alla banca di deposito di Rothschild, con filiali in tutta la Francia. Guy ne fu presidente dal 1968 al 1978. Nel 1968 Guy de Rothschild divenne socio della NM Rothschild & Sons a Londra, mentre il cugino, Sir Evelyn de Rothschild, fu nominato direttore della Banque Rothschild a Parigi.

### Imetal SA
In Francia, Rothschild sviluppò la più grande compagnia privata di estrazione di uranio del paese, la Compagnie Française des Minerais d'Uranium. Nel 1961, Guy de Rothschild assunse la carica di presidente di Imetal SA, dove la famiglia aveva una partecipazione sostanziale. Il suo coinvolgimento segnò la prima volta che un Rothschild partecipava personalmente alla gestione dell'azienda. Tra le sue partecipazioni, il conglomerato minerario internazionale possedeva la Société Le Nickel (SLN) in Nuova Caledonia. Nel 1969, SLN acquisì Peñarroya, una società cilena che estraeva e lavorava piombo, zinco e rame. Due anni dopo, SLN rilevò La Compagnie de Mokta, specializzata in ferro, manganese, sabbia, ghiaia e uranio. Rothschild ristrutturò i vari interessi minerari della famiglia, tra cui Peñarroya, che divenne parte di SLN.

### Nazionalizzazione
All'inizio degli anni '70, il governo francese iniziò a nazionalizzare un certo numero di industrie, e dopo aver dichiarato che il nichel era un bene di mercato vitale, le attività di SLN furono nazionalizzate nel 1974 e poste sotto una nuova società, Société Metallurgique. Il risultato fu che la SLN dei Rothschild venne lasciata come holding, con una partecipazione del cinquanta percento nella Société Metallurgique.
Quando la banca dei Rothschild fu nazionalizzata nel 1981 dal governo socialista di François Mitterrand, Guy de Rothschild, scoraggiato, lasciò la Francia e si trasferì temporaneamente a New York. Juif sous Pétain, paria sous Mitterrand, cela suffit! ("Un ebreo sotto Pétain, un paria sotto Mitterrand, basta!") scrisse in un editoriale in prima pagina di Le Monde nel 1981. A seguito di un altro cambiamento nella politica del governo, nel 1987, suo figlio David e il nipote Éric fondarono una nuova attività bancaria, la Rothschild & Cie Banque.

## Allevatore di purosangue
Guy de Rothschild fu un rinomato allevatore di purosangue, la famiglia possedeva l'allevamento Haras de Meautry in Normandia. Inoltre ereditò il Château de Reux, nell'area allevamento di cavalli in Bassa Normandia a circa 200 km a nord di Parigi. Tra i suoi cavalli da corsa, il più noto fu Exbury. Inoltre, Guy de Rothschild presiedette l'associazione degli allevatori di cavalli da corsa in Francia dal 1975 al 1982.
Tra le principali corse vinte dai cavalli di Guy de Rothschild:
- Prix de l'Arc de triomphe - (1 volta) - Exbury (1963)
- Prix Jean-Luc Lagardère/Grand Critérium - (4 volte) - Dragon Blanc (1952), Le Géographe (1953), Soleil (1965), Mariacci (1974)
- Grand Prix de Paris - (4 volte) - Vieux Manoir (1950), White Label (1964), Soleil Noir (1979), Le Nain Jaune (1982)
- Grand Prix de Saint-Cloud - (3 volte) - Ocarina (1950), Violoncelle (1951), Exbury (1963)
- Poule d'Essai des Poulains - (3 volte) - Guersant (1952), Cobalt (1953), Soleil (1966)
- Poule d'Essai des Pouliches - (2 volte) - Dictaway (1955), Timandra (1960)
- Prix de Diane - (3 volte) - Cerisoles (1957), Timandra (1960), Hermières (1961)
- Prix Ganay - (4 volte) - Guersant (1953), Exbury (1963), Free Ride (1965), Diatome (1966)
- Prix Jacques le Marois - (3 volte) - La Bamba (1964), Luthier (1968), Kenmare (1978)
- Prix Jean Prat - (2 volte) - Tang (1962), Lightning (1977)
- Prix Morny - (2 volte) - Soleil (1965), Madina (1967)
- Prix Royal-Oak - (3 volte) - Ciel, oilé (1949), Barbieri (1964), Lady Berry (1973)
- Prix Saint-Alary - (2 volte) - Scala (1965), Grise Mine (1984)
- Prix Vermeille - (3 volte) - Haltilala (1966), Paysanne (1972, parimerito con San San la cui proprietaria era la contessa Eleonore Batthyány-Strattmann), Indian Rose (1988)

## Collezionista d'arte
La famiglia francese Rothschild fu a lungo collezionista d'arte, a cominciare da James Mayer de Rothschild che fece le prime acquisizioni di un certo livello. Come pezzo notevole nella sua collezione, Guy de Rothschild ereditò l'Astronomo di Jan Vermeer. Nel 1940 i nazisti lo confiscarono al padre e lo inviarono in Germania. Nel 1945 il dipinto fu restituito alla famiglia Rothschild e acquistato dal Louvre nel 1983.

## Filantropo
Nel 1950, Guy de Rothschild divenne il primo presidente del Fonds Social Juif Unifié (FSJU) - una federazione di circa 200 associazioni ebraiche di natura sociale, educative e culturali - dirigendola fino al 1982, quando suo figlio David, ne assunse la guida. Il FSJU svolse un ruolo importante nella ristrutturazione della comunità ebraica francese dopo la seconda guerra mondiale. Dopo aver sposato Marie-Hélène van Zuylen de Nyevelt de Haar, cattolica romana, nel 1957 Guy si sentì in dovere di dimettersi dalla presidenza del Concistoro ebraico, l'organizzazione creata nel 1905 per rappresentare l'ebraismo francese.
Nel 1975, Rothschild e sua moglie donarono il Chateaux de Ferrières all'Università di Parigi.

## Opere
- (FR)  Contre bonne fortune, Belfond, 1983, ISBN 2-7144-1550-4, ISBN 978-2-7144-1550-9
- (EN)  The Whims of Fortune: The Memoirs of Guy de Rothschild, Random House, 1985, ISBN 0-394-54054-9
- The relationship between business and government in France (Benjamin F. Fairless memorial lectures), Carnegie-Mellon University press, 1983, ASIN: B0006YDWD2
- (FR)  Le fantôme de Léa: Roman, Plon, 1998, ISBN 2-259-18863-X, ISBN 978-2-259-18863-0
- (FR)  Mon ombre siamoise, Grasset, 1993, ISBN 2-246-47071-4, ISBN 978-2-246-47071-7

## Citazioni
- « Non mi è possibile risolvere le pene dell'umanità, ma non è stato mai dimostrato che io abbia lasciato cadere qualcuno che mi abbia chiesto aiuto »
- « Ebreo sotto Pétain, paria sotto Mitterrand, per me ciò basta. Ricostruire sulle macerie due volte nella mia vita è troppo. »
- « Se il denaro è considerato come un fine a sé, per essere al di sopra del vostro vicino di casa, è stupido. Vostra moglie vi tradirà lo stesso. »
- « Nella vita si può guadagnare del denaro senza per questo perdere il proprio onore e la propria dignità. »